# Alte Eiche (Berlin-Kaulsdorf)
Die Alte Eiche war eine Stieleiche und bis 1996 der älteste Baum im Berliner Ortsteil Kaulsdorf des heutigen Bezirks Marzahn-Hellersdorf.

## Geschichte
Von den DDR-Behörden wurde die alte Eiche am 20. Oktober 1983 als Naturdenkmal unter Schutz gestellt. Der Schutzstatus erlosch 1990. Der Versuch, den Baum nach der politischen Wende wieder unter Schutz zu stellen, misslang. Am 27. Juni 1994 genehmigte die Obere Naturschutzbehörde von Berlin das Fällen der Eiche zugunsten eines privaten Bauvorhabens. Als Grund wurde bekannt, dass „die Verkehrssicherheit der Eiche nicht mehr gegeben“ sei, die zuvor angeordneten Maßnahmen Kronenrückschnitt und Sicherungssysteme für bruchgefährdete Äste seien nach Ansicht des Senats zur Erhaltung des Baumes nicht ausreichend gewesen. Im November 1994 bekräftigte der Senator für Stadtentwicklung und Umweltschutz Volker Hassemer die Notwendigkeit, die Eiche aus Gründen der Verkehrssicherheit zu fällen. Die vom Bezirksamt Hellersdorf vorgegebenen technischen Hilfestellungen sowie Kronenrückschnitt und Sicherungssysteme für bruchgefährdete Äste waren nicht dazu geeignet, die Eiche zu erhalten.
Die Senatsverfügung, die Eiche in der Ulmenstraße 102 binnen zwei Tagen zu fällen, wurde am 16. März 1995 veröffentlicht. Am folgenden Tag zog eine demonstrative Wache auf, darunter Baumschützer aus Köpenick. Eine einstweilige Verfügung gegen den Senatsentscheid wurde erwirkt. Das Berliner Verwaltungsgericht legte am 29. November 1995 fest, dass die Eiche gefällt werden könne, was am 31. Januar 1996 geschah. Zum Alter der gefällten Eiche gibt es unterschiedliche Angaben: Während Schröder 150–200 Jahre angibt, macht die Berliner Zeitung in mehreren Artikeln unterschiedliche Angaben, die von 200–250 Jahren reichen.
Ältester Baum in Kaulsdorf ist nunmehr die Balkan-Rosskastanie nördlich der Dorfkirche vor dem Haus Dorfstraße 15. Um diese als Teil der naturnahen Umgebung zu schützen, wurde sie nach Beschluss vom 12. März 1930 (gemäß § 30 des Feld- und Forstpolizeigesetzes) als „Rosskastanie, nördlich der Kirche, vor dem Haus Dorfstraße 15 (52° 30′ 34″ N, 13° 34′ 44″ O) in Berlin-Kaulsdorf (Grundbuch Band 49, Blatt 1471, Parzelle 179/79) zum Berliner Naturdenkmal“ erklärt. Das benachbarte reetgedeckte Bauernhaus war in den Schutz jedoch nicht einbezogen.